# Valentina Bartolucci
Valentina Bartolucci (Pesaro, 20 maggio 2003) è una pallavolista italiana, palleggiatrice della Megavolley.

## Carriera

### Club
La carriera di Valentina Bartolucci inizia nella stagione 2017-18, in Serie C, con il Pesaro; nell'annata successiva si accasa alla UYBA, disputando il campionato di Serie B2.
Nell'annata 2020-21 viene ingaggiata dall'AGIL, militando nella formazione di Serie B1 e ottenendo qualche convocazione in prima squadra, in Serie A1. Per il campionato 2021-22 firma per il Montecchio Maggiore, in Serie A2, a cui resta legata per due stagioni, per poi far ritorno all'AGIL nell'annata 2023-24, nella massima divisione italiana, conquistando la WEVZA Cup 2023, la Challenge Cup 2023-24 e la Coppa CEV 2024-25. È nella massima divisione anche per la stagione 2025-26 vestendo la maglia della Megavolley.

### Nazionale
Tra il 2022 e il 2023 viene convocata nella nazionale italiana under 21 con cui si aggiudica la medaglia d'oro al campionato europeo 2022 e quella d'argento al campionato mondiale 2023, dove viene premiata come miglior palleggiatrice. Nel 2024, con la selezione under 22, bissa il successo al campionato europeo.

## Palmarès

### Club
- Coppa CEV: 1

2024-25
- Challenge Cup: 1

2023-24
- WEVZA Cup: 1

2023

### Nazionale (competizioni minori)
- Campionato europeo under 21 2022
- Campionato mondiale under 21 2023
- Campionato europeo under 22 2024

### Premi individuali
- 2023 - Campionato mondiale under 21: Miglior palleggiatrice